# Thomas Darcy (Adliger, um 1166)

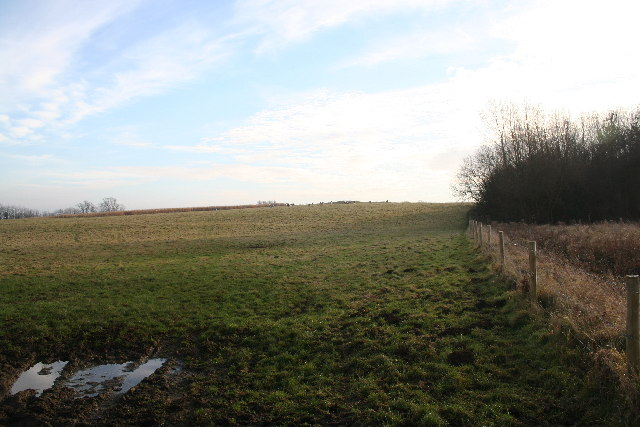
Von der von Thomas Darcy geförderten Nocton Priory sind keine sichtbaren Reste erhalten

Thomas Darcy (auch D’Arcy) (* 1166 oder 1167; † 1206) war ein anglonormannischer Adliger.
Thomas Darcy entstammte der Familie Darcy, einer Adelsfamilie aus Lincolnshire. Er war ein Sohn seines gleichnamigen Vaters Thomas Darcy und von dessen Frau Alelina. Nach dem Tod seines Vaters 1180 wurde er zum Erben der Familienbesitzungen. Da er aber beim Tod seines Vaters noch minderjährig war, bot seine Mutter der Krone £ 200, um die Verwaltung der Familienbesitzungen und die Vormundschaft für ihren Sohn zu behalten. Dieses Geld lieh sie sich bei jüdischen Geldverleihern in Lincoln und York. Aelina Darcy starb jedoch bereits 1182 oder 1183, bevor ihr Sohn 1185 volljährig wurde und sein Erbe übernehmen konnte. Um Besitzungen bei Cawkwell in Lincolnshire zurückzuerwerben, musste Darcy weitere Schulden machen, ebenso aufgrund der zunehmenden Forderungen der Krone nach Vasallendiensten. Nachweislich zahlte er 1190, 1204 und 1205 Schildgeld an die Krone, um nicht an Feldzügen teilnehmen zu müssen. Um die Zahlung von Schildgeld zu vermeiden, diente Darcy den Königen Richard I. und Johann Ohneland zwischen 1194 und 1203 aber auch mehrfach als Militär, unter anderem nachweisbar 1202 in Frankreich. 1203 erließ ihm die Krone gegen die Stellung von mehreren Rittern 225 Mark, die er jüdischen Geldverleihern schuldete.
Darcy bestand auf seinem Patronatsrecht über die von seinem Großvater Robert Darcy gegründete Nocton Priory. 1200 beschwerte er sich, dass Bischof Eustace von Ely ohne sein Einverständnis einen neuen Prior eingesetzt hatte. 1202 kam es zu einem Streit zwischen Darcy und Priorat über den Umfang von Weideland, das Robert Darcy dem Priorat geschenkt hatte. Dennoch tätigte auch Thomas Darcy Schenkungen zugunsten des Priorats, möglicherweise nachdem der Streit beigelegt worden war. Trotz seiner hohen Schulden machte Thomas Darcy noch weitere Schenkungen zugunsten von Kirkstead Abbey, Newhouse Abbey und Alvingham Priory.
Mit seiner Frau Joan hatte Darcy mindestens einen Sohn, Norman Darcy († 1254), der sein Erbe wurde.